# Eidžun Kijokumo
Eidžun Kijokumo (* 11. září 1950) je bývalý japonský fotbalista.

## Klubová kariéra
Hrával za Furukawa Electric.

## Reprezentační kariéra
Eidžun Kijokumo odehrál za japonský národní tým v letech 1974–1980 celkem 42 reprezentačních utkání.

## Statistiky
| Japonsko | Japonsko | Japonsko |
| Roky     | Záp.     | Góly     |
| -------- | -------- | -------- |
| 1974     | 1        | 0        |
| 1975     | 13       | 0        |
| 1976     | 9        | 0        |
| 1977     | 5        | 0        |
| 1978     | 0        | 0        |
| 1979     | 9        | 0        |
| 1980     | 5        | 0        |
| Celkem   | 42       | 0        |